# Torneo Interbritannico 1885
Il Torneo Interbritannico 1885 fu la seconda edizione del torneo di calcio conteso tra le Home Nations dell'arcipelago britannico. Il torneo fu vinto dalla nazionale scozzese per il secondo anno.

## Risultati
| Data             | Luogo      | Squadra 1   | Risultato | Squadra 2 |
| ---------------- | ---------- | ----------- | --------- | --------- |
| 28 febbraio 1885 | Manchester | Inghilterra | 4 - 0     | Irlanda   |
| 14 marzo 1885    | Glasgow    | Scozia      | 8 - 2     | Irlanda   |
| 14 marzo 1885    | Blackburn  | Inghilterra | 1 - 1     | Galles    |
| 21 marzo 1885    | Londra     | Inghilterra | 1 - 1     | Scozia    |
| 21 marzo 1885    | Wrexham    | Galles      | 1 - 8     | Scozia    |
| 11 aprile 1885   | Belfast    | Irlanda     | 2 - 8     | Galles    |

## Classifica
| Pos | Squadra     | Pti | G | V | N | P | GF | GS |
| --- | ----------- | --- | - | - | - | - | -- | -- |
| 1   | Scozia      | 5   | 3 | 2 | 1 | 0 | 17 | 4  |
| 2   | Inghilterra | 4   | 3 | 1 | 2 | 0 | 6  | 2  |
| 3   | Galles      | 3   | 3 | 1 | 1 | 1 | 10 | 11 |
| 4   | Irlanda     | 0   | 3 | 0 | 0 | 3 | 4  | 20 |

## Vincitore
| Campione 1885 Scozia 2º titolo |